# Långsjön (Svegs socken, Härjedalen)
Långsjön är en sjö i Härjedalens kommun i Härjedalen och ingår i Ljusnans huvudavrinningsområde. Sjön har en area på 0,171 kvadratkilometer och ligger 479,8 meter över havet.

## Delavrinningsområde
Långsjön ingår i det delavrinningsområde (688618-140105) som SMHI kallar för Mynnar i Lofsen. Medelhöjden är 538 meter över havet och ytan är 42,75 kvadratkilometer. Det finns inga avrinningsområden uppströms utan avrinningsområdet är högsta punkten. Botvasslan som avvattnar avrinningsområdet har biflödesordning 3, vilket innebär att vattnet flödar genom totalt 3 vattendrag innan det når havet efter 275 kilometer. Avrinningsområdet består mestadels av skog (75 procent) och sankmarker (16 procent). Avrinningsområdet har 0,45 kvadratkilometer vattenytor vilket ger det en sjöprocent på 1 procent.